# Transgender Law Center
Le Transgender Law Center (TLC) est une association de défense des droits civiques, basée à San Francisco, pour les communautés transgenres. La mission officielle du TLC est de relier les personnes transgenres et leurs familles à des services juridiques et culturellement compétents, d'accroître l'acceptation et l'application des lois et des politiques qui soutiennent les communautés transgenres de Californie, et de travailler pour changer les lois et les systèmes qui ne parviennent pas à tenir compte des besoins des personnes transgenres.
Le TLC utilise des services juridiques, des politiques publiques, et des possibilités d'éducation pour faire progresser les droits et la sécurité des communautés transgenres.
Depuis son lancement en 2002, le TLC a organisé plus de 250 ateliers d'informations juridiques pour plus de 3 250 membres de la communauté, avocats, fournisseurs de services sociaux, et propriétaires d'entreprises, ainsi que pour collaborer à des initiatives de politiques publiques visant à améliorer la sécurité dans les écoles et les prisons, et pour avoir accès à des toilettes publiques pour les personnes transgenres de San Francisco. Le TLC a contribué avec succès à la révision "d'un règlement pour interdire la discrimination liée à l'identité de genre” en décembre 2003, afin d'être plus inclusifs vis-à-vis des personnes qui ne s'identifient pas comme strictement féminin ou masculin, et tenter de faire passer une législation dans la ville d'Oakland interdisant la discrimination liée à l'identité de genre au niveau du logement, de l'emploi, de l'hébergement public et des services de la ville.

## Santé économique transgenre
Le TLC a publié de Good Jobs NOW! fournissant les données sur la réalité économique vécue par les personnes transgenres et leurs familles. Le Transgender Law Center a interrogé 194 personnes transgenres s(auto-identifiant ainsi qui vivaient, travaillaient, ou étaient à la recherche de travail à San Francisco. Les résultats sont les suivants :
Près de 60 % des répondants gagnent moins de 15 300 $ chaque année, et seulement 8 % d'entre eux gagnent plus de 45 900 $. 40 % n'ont pas de compte en banque. Seulement 25 % travaillent à temps plein, 16 % travaillent à temps partiel, et près de 9 % n'ont aucune source de revenu. Plus de 57 % d'entre elles déclarent avoir été victimes de discrimination à l'emploi, mais seulement un peu plus de 12 % ont déposé un recours administratif ou une plainte civile.
Un peu plus de 42 % des répondants vivent avec leur famille ou avec des colocataires et payent le loyer, mais même pas 5 % sont propriétaires de leur résidence. 10 % s'auto-identifient comme étant des sans-abris, et 31 % vivent dans des situations instables. Près de 27 % déclarent avoir été victimes de discrimination au logement. Près de 53 % souhaitent suivre une formation afin d'entreprendre une nouvelle carrière.
Actuellement, au moins 9 % n'ont pas de diplôme d'études secondaires. 88 % des répondants, cependant, ont terminé l'école secondaire : 30 % s'y sont arrêtés, 23 % ont assisté à certaines universités, plus de 32 % ont un diplôme universitaire (y compris 10 % de personnes qui ont un diplôme de deuxième cycle), et moins de 3 % ont une certification professionnelle.